# Лип'янська волость
Лип'янська волость — адміністративно-територіальна одиниця Чигиринського повіту Київської губернії з центром у селі Лип'янка.
Станом на 1886 рік складалася з 2 поселень, 2 сільських громад. Населення — 2837 осіб (1403 чоловічої статі та 1434 — жіночої), 469 дворових господарства.
Наприкінці 1880-х років волость було приєднано до Златопільської волості.
|                     | Площа, десятин | У тому числі орної, десятин |
| ------------------- | -------------- | --------------------------- |
| Сільських громад    | 2352           | 1963                        |
| Приватної власності | 3869           | 2807                        |
| Іншої власності     | 77             | 72                          |
| Загалом             | 6298           | 4842                        |

Поселення волості:
- Лип'янка — колишнє власницьке село при річці Гнилий Тікич за 100 верст від повітового міста, 2162 особи, 373 двори, православна церква, школа, 4 постоялих будинки, 2 лавки. За 3 версти — поштова станція.
- Межигірка — колишнє власницьке село, 522 особи, 96 дворів, православна церква, школа, постоялий будинок.